# Самусев, Николай Никифорович
Самусев Николай Никифорович (3 мая 1915 — 25 апреля 1981) — лётчик-бомбардировщик, Герой Советского Союза с 1943 года, полковник.

## Биография
Родился 1915 году в Москве. Отрочество и юность провёл на Магнитострое.
Окончил магнитогорскую школу ФЗУ, позже ПУ № 97, работал в ней инструктором производственного обучения.
В 1936 году призван в Красную Армию. В 1938 году окончил Нерчинскую авиационную школу пилотов. Участник боёв с японскими милитаристами на реки Халхин-Гол в 1939 году.
С первых дней Великой Отечественной войны на фронте. Гвардии капитан, командир бомбардировщика 4-го гвардейского авиаполка дальнего действия (6-й авиационный корпус дальнего действия), к июлю 1943 года произвёл 204 успешных боевых вылета на бомбардировку военных и промышленных объектов Германии и 51 на транспортировку различных грузов. Уничтожил на земле 4 самолёта противника. Доставлял боеприпасы, оружие и продовольствие окружённым советским войскам и партизанам. В глубокий вражеский тыл переправил 72 парашютиста, из окружения и от партизан вывез в госпитали 342 раненых бойца.
Общий налёт за Отечественную войну — 1101 часов, из них боевой налёт ночью — 810 часов.
Самусев Н. Н. после окончания войны продолжал служить в ВВС. В 1949 году он окончил Высшие лётно-тактические курсы усовершенствования офицерского состава. С 1955 года — в запасе. Жил в Москве, работал командиром корабля полярной авиации. Умер в 1981 году.

## Награды
- За доблесть и геройство Самусеву Н. Н. указом Президиума Верховного Совета СССР от 18 сентября 1943 года присвоено звание героя Советского Союза.
- Награждён двумя орденами Ленина, орденами Красного Знамени и Красной Звезды, а также медалями.